# Mathias Koenen
Mathias Koenen (* 3. März 1849 in Bedburg; † 26. Dezember 1924 in Berlin) war ein deutscher Bauingenieur und einer der Begründer der Eisenbetonbauweise (Stahlbetonbauweise) und wird „geistiger Vater des deutschen Eisenbetonbaus“ genannt.

## Leben und Wirken
Koenen bestand 1879 das 2. Staatsexamen und arbeitete danach als Zivilingenieur im Range eines Regierungsbaumeisters (Assessors) in der staatlichen preußischen Hochbauverwaltung. Er war in diesem Amt ab 1885 Konstrukteur und leitender Tragwerksplaner beim Bau des Berliner Reichstags, bei dem die Eisenbetonbauweise zum ersten Mal in größerem Maßstab angewandt wurde. Daneben führte er ein Ingenieurbüro in Berlin, das sich mit schwierigen Ingenieur-Baukonstruktionen beschäftigte. So wurde z. B. nach seinen Entwürfen 1886/1887 am Friedrich-Karl-Ufer ein Zirkusbau aus Eisen für 4000 Zuschauer (Zirkus Krembser) errichtet.
Koenen hat am 20. November 1886 als erster im „Centralblatt der Bauverwaltung“ eine Abhandlung über die Biegebemessung einer Eisenbetonplatte veröffentlicht („Grundgedanken der Bemessung“), das ein empirisches Bemessungverfahren für die Stahleinlagen enthielt. Im Jahr 1887 erschien die Veröffentlichung noch einmal in der Broschüre „Das System Monier, Eisengerippe mit Zementumhüllung“ von Gustav Adolf Wayss, einem Berliner Ingenieur und Bauunternehmer, der das Patent für Eisenbeton (Monierkonstruktionen) erworben hatte. Als Regierungsbaumeister war Koenen an den Belastungsversuchen beteiligt, die Wayss in größerem Maßstab an Eisenbeton durchführte. Damit hat Koenen mit Wayss zusammen die ersten Grundlagen zur Berechnung von Stahlbetonträgern geschaffen. Sein Verdienst war, zu erkennen, dass die Monier-Konstruktionen maßgeblich auf Biegung beansprucht wurden. Nach 1890 wurden diese Grundlagen auch durch andere Ingenieure wie Emil Mörsch erweitert. Auf wissenschaftlicher Basis wurden allmählich Normen und Bemessungsformeln entwickelt. Der Eisenbeton (heute Stahlbeton genannt) gewann immer mehr an Bedeutung.

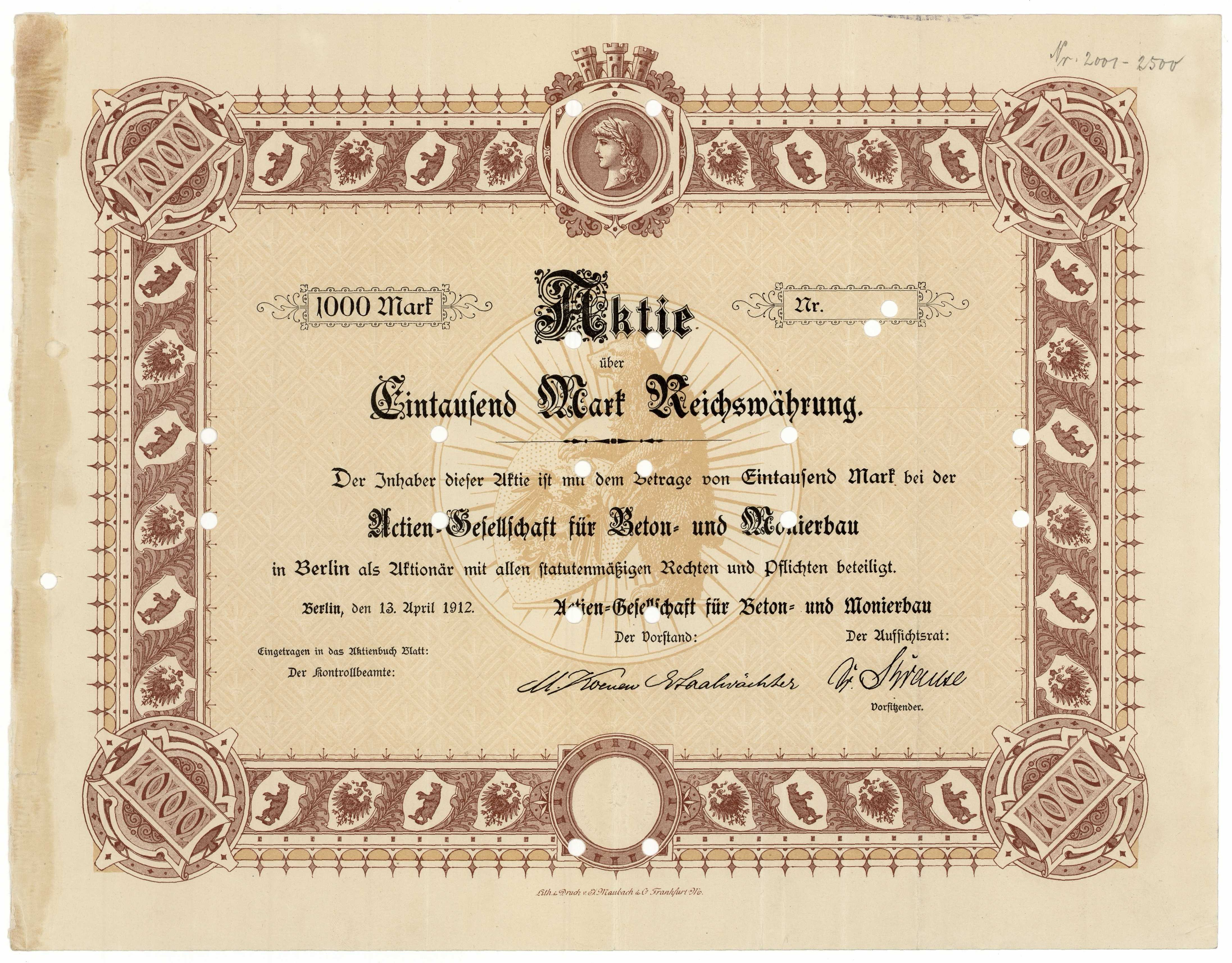
Aktie der AG für Beton- und Monierbau vom 13. April 1912 mit Unterschrift von Vorstand Mathias Koenen

Neben seiner Lehrtätigkeit war Koenen technischer Leiter der AG für Beton- und Monierbau, ehemals G. A. Wayß & Co. tätig und wurde 1891 dessen Direktor.
1898 war er Gründungsmitglied des Deutschen Beton-Vereins.
Ab 1907 wurden auf Vorschlag von Mathias Koenen an der Technischen Hochschule Stuttgart erste Versuche mit einer im gespannten Zustand einbetonierten Bewehrung durchgeführt. Allerdings war die aufgebrachte Vorspannkraft aufgrund einer niedrigen Stahlspannung von 60 N/mm² durch Schwinden und Kriechen fast völlig wirkungslos. 1908 wurde ihm von der Technischen Hochschule Dresden der Ehrendoktortitel verliehen.
1921 erschien ein Aufsatz von Koenen, in dem er beschreibt, wie er sich mit Joseph Monier über die Anordnung der Eisen im Beton auseinandergesetzt hat.
Max Förster schrieb 1929 in seinem Nachruf auf Koenen, dass er ein „hervorragender Statiker und ein glänzend veranlagter Konstrukteur“ gewesen sei.
Nach Mathias Koenen ist die Koenenschen Voutendecke benannt, eine hochbelastbare Deckenkonstruktion aus Stahlbeton, die unter anderem beim Geschäftsgebäude für die Zivilabteilungen des Landgerichts Berlin I und des Amtsgerichts Berlin I zum Einsatz kam.

## Schriften
- Grundzüge der statischen Berechnung der Beton- und Eisenbetonbauten. Berlin 1912 (4. Auflage).